# Tomáš Vokoun
Tomáš Vokoun (* 2. Juli 1976 in Karlovy Vary, Tschechoslowakei) ist ein ehemaliger tschechischer Eishockeytorwart, der im Verlauf seiner aktiven Karriere zwischen 1993 und 2014 unter anderem 722 Spiele für die Canadiens de Montréal, Nashville Predators, Florida Panthers, Washington Capitals und Pittsburgh Penguins in der National Hockey League bestritten hat. Seine größten Karriereerfolge feierte Vokoun, der im Jahr 2010 mit dem Zlatá hokejka als Tschechiens Eishockeyspieler des Jahres ausgezeichnet wurde, im Trikot der tschechischen Nationalmannschaft mit dem Gewinn der Weltmeistertitel in den Jahren 2005 und 2010.

## Karriere

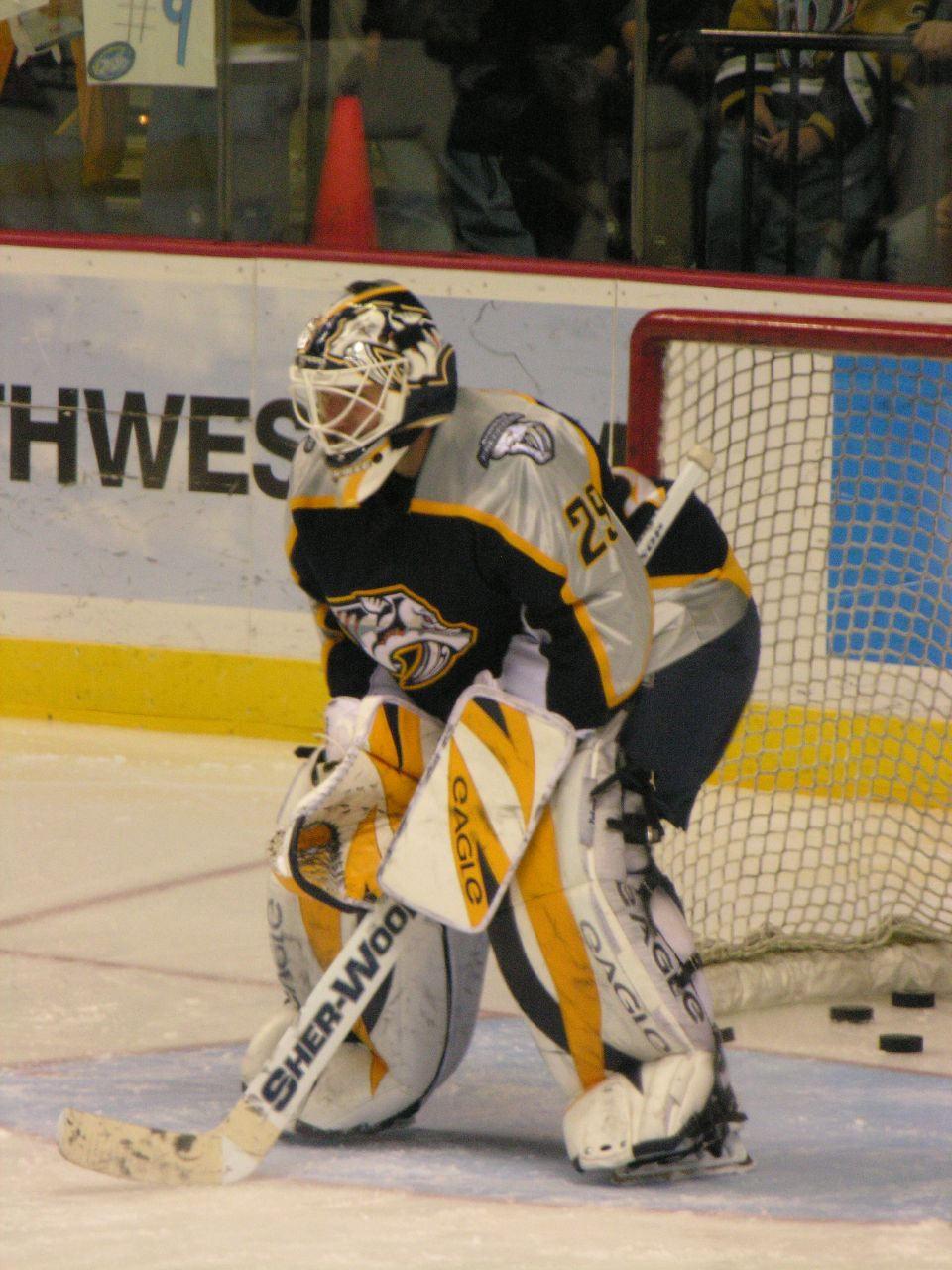
Vokoun im Trikot der Nashville Predators

Er begann seine Profikarriere in seiner Heimat bei Poldi Kladno. Dort wurde die NHL auf ihn aufmerksam und so sicherten sich die Canadiens de Montréal im NHL Entry Draft 1994 die Rechte an ihm, indem sie ihn in der neunten Runde als 226. zogen. Ein Jahr später wählten ihn die Faucons de Sherbrooke aus der Ligue de hockey junior majeur du Québec beim CHL Import Draft 1995 als insgesamt 24. Spieler aus, kamen aber nicht zum Zuge.
1995 wechselte er nach Nordamerika und spielte zuerst für die Wheeling Thunderbirds in der East Coast Hockey League und in der American Hockey League für Montreals Farmteam, die Fredericton Canadiens. Sein NHL-Debüt gab er bei den Canadiens in der Saison 1996/97. Dieses Spiel sollte aber das einzige im Trikot der Kanadiens bleiben. Nach einem weiteren Jahr in Fredericton gaben ihn die Canadiens an die neu in die NHL aufgenommenen Nashville Predators ab, die ihn beim NHL Expansion Draft 1998 ausgewählt hatten.
Dort konnte er sich in der Saison 1998/99 als zweiter Torwart hinter Mike Dunham behaupten, musste aber die folgende Saison verletzungsbedingt pausieren. Drei Jahre war er der zweite Mann hinter Dunham, bevor er diesen in der Saison 2002/03 als erster Torwart ablöste.
Im April 2006 wurde bekannt, dass Vokoun an Thrombophlebitis im Beckenbereich leidet, weshalb er in den Playoffs fehlte. Im Juli erklärte man, dass Vokoun seine Karriere fortsetzen kann und Anfang September unterzeichnete er einen Vierjahresvertrag bei den Nashville Predators.
Zu Beginn der Saison 2006/07 brachte Vokoun sehr gute Leistungen und konnte elf seiner 16 Spiele gewinnen bei einer Fangquote von 92 Prozent. Doch Ende November zog er sich einen Bänderriss im Daumen zu und fiel längere Zeit aus. Er gab sein Comeback und erreichte mit den Predators die Playoffs. Am 22. Juni 2007 wurde er von den Predators zu den Florida Panthers transferiert. Im Austausch erhielten die Predators unter anderem einen Erstrunden-Draftpick für den NHL Entry Draft 2008.
Am 2. Juli 2011 unterzeichnete Vokoun einen Kontrakt für ein Jahr bei den Washington Capitals. Am 3. Juni 2012 unterschrieb Vokoun einen Zweijahresvertrag im Gesamtwert von vier Millionen US-Dollar bei den Pittsburgh Penguins, nachdem diese Vokouns Transferrechte im Austausch für ein Siebtrunden-Wahlrecht im NHL Entry Draft 2012 von den Washington Capitals erworben hatten. Nachdem sein Vertrag in Pittsburgh nach der Saison 2013/14 nicht verlängert worden war, entschied sich Vokoun im Dezember 2014 zur Beendigung seiner aktiven Karriere.

### International
International spielte er bei der U18-Junioren-EM 1995, der Junioren-WM 1996 und den Eishockey-Weltmeisterschaften 2003, 2004, 2005 und 2010 sowie beim World Cup of Hockey 2004 für die tschechische Eishockeynationalmannschaft. 2005 wurde er dabei zum besten Torhüter des Turniers gewählt und gewann mit Tschechien den Weltmeistertitel. 2010 gewann er eine weitere Weltmeisterschaft mit den Tschechen.

## Erfolge und Auszeichnungen
| - 1997 Teilnahme am AHL All-Star Classic - 1997 AHL All-Star Classic MVP - 2004 Teilnahme am NHL All-Star Game | - 2008 Teilnahme am NHL All-Star Game - 2010 Zlatá hokejka |

### International
| - 1994 Bronzemedaille bei der U18-Junioren-Europameisterschaft - 1994 Bester Torwart der U18-Junioren-Europameisterschaft - 1994 All-Star-Team der U18-Junioren-Europameisterschaft - 2005 Goldmedaille bei der Weltmeisterschaft | - 2005 Bester Torwart der Weltmeisterschaft - 2006 Bronzemedaille bei den Olympischen Winterspielen - 2010 Goldmedaille bei der Weltmeisterschaft |

## Karrierestatistik

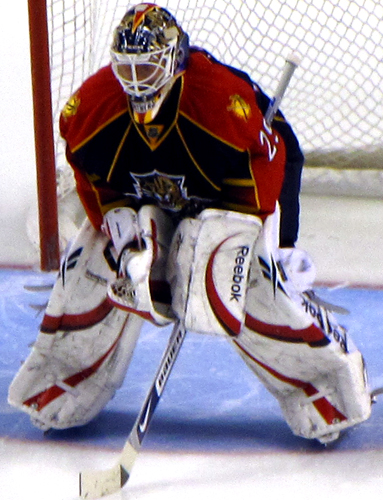
Vokoun im Dress der Florida Panthers

### International
Vertrat Tschechien bei:
| - U18-Junioren-Europameisterschaft 1994 - U20-Junioren-Weltmeisterschaft 1996 - Weltmeisterschaft 2003 - Weltmeisterschaft 2004 - World Cup of Hockey 2004 | - Weltmeisterschaft 2005 - Olympischen Winterspielen 2006 - Olympischen Winterspielen 2010 - Weltmeisterschaft 2010 |

(Legende zur Torhüterstatistik: GP oder Sp = Spiele insgesamt; W oder S = Siege; L oder N = Niederlagen; T oder U oder OT = Unentschieden oder Overtime- bzw. Shootout-Niederlage; Min. = Minuten; SOG oder SaT = Schüsse aufs Tor; GA oder GT = Gegentore; SO = Shutouts; GAA oder GTS = Gegentorschnitt; Sv% oder SVS% = Fangquote; EN = Empty Net Goal; 1 Play-downs/Relegation; Kursiv: Statistik nicht vollständig)